# Reichenbach
Reichenbach (pronunciación en alemán: /ˈʁaɪ̯çn̩ˌbax/ⓘ) es un municipio situado en el distrito de Görlitz, en el estado federado de Sajonia (Alemania), a una altitud de 130 metros. Su población a finales de 2016 era de unos 5000 habs. y su densidad poblacional, 80 hab/km².